# MEGWIN
MEGWIN（メグウィン、1977年6月25日 - ）は、日本のコメディアン、YouTuber、実業家。
神奈川県横須賀市出身。本名は関根 剣（せきね けん）。インターネット向け動画制作を事業とする株式会社MEGWIN TV（メグウィンティービー）の代表取締役社長を務める。HIKAKINと並び日本におけるYouTuberの先駆者として知られていた。

## 経歴
1977年、神奈川県横須賀市に生まれる。
高校在学中に競馬を題材にしたテレビゲーム『ウィニングポスト』や『ダービースタリオン』に熱中したことがきっかけで競馬ファンとなり、日本工学院専門学校臨床工学科を卒業したのち臨床工学技士として就職するが退職。調教師を目指し牧場に就職するが、1か月で退職。馬主になることを志し、高収入を得られそうだと考えお笑い芸人に転身する。

### MEGWINTV設立
当初は何人かの芸人とコンビを組んで活動していたが実績が上がらず、ピン芸人として活動する。2003年当時は「昆虫プロ」という小さな事務所に所属していた。しかし、単独ライブを開催する際、芸と芸の間に自ら作成した動画を流していたが、芸よりも動画の方が良い反応を得ていたことから、芸人を辞め2005年2月11日にインターネット放送局MEGWIN TVを開設。フリーターとして働きながら動画を配信するようになる。当時YouTubeは設立されておらず、動画共有サイト「ファイルマン」を利用していたが、同サイトの閉鎖に伴い活動拠点をYouTubeに移した。

### YouTuberの先駆者に
2007年にはMTVと契約し、動画投稿による収入を得るようになる。2010年にはYouTubeとパートナー契約を締結、YouTubeからの広告収入を得るようになる。
その後、ダイエットを行う動画を企画し、体重計の提供をタニタに打診したところ、タニタ社長の谷田千里から逆にMEGWINへの出資を打診され、2011年6月に株式会社MEGWIN TVを設立する。MEGWINは代表取締役社長に、谷田は取締役にそれぞれ就任した。
2012年にはデジタルハリウッド大学にて公開講座の講師として登壇。2013年には新人YouTuberの発掘を目的とした動画コンテスト"VANCHO"を開催した。
2013年には動画配信により収入を得るためのマニュアル『YouTubeで小さく稼ぐ』を大和書房より出版。2016年にはジェイティービーとのコラボレーション企画で東北地方の観光名所を紹介する動画を配信する。こうしたコラボレーション動画の作成やYouTube等からの広告収入、書籍やグッズの売上等によって収入を得ており、MEGWINはインタビューで、2014年の収入は数千万円にのぼると答えている。

### 100万人達成
2017年4月25日、この日に投稿した自身のYouTubeチャンネルの動画にて、YouTubeにおける12年間の動画制作活動で一昨年に動画再生数5億回・チャンネル登録者数66万人を突破した事に対して、リスナーへの感謝の気持ちを述べると共に「年内でチャンネル登録者数が100万人に達成しなければ引退する」と言う意向を示した。途中マホトが引退してほしくないという思いから100万人達成するまで一時的に加入し、半年後の2017年10月26日、チャンネル登録者数が100万人を突破した。しかしこの時期からMEGWIN本人が出演する動画が減少傾向になり、バンディ、ファルコン、メテオら社員が中心の動画が主になる。

### MEGWINTV分裂

#### バンディが退職
2018年10月14日、MEGWINTVを黎明期から支えてきたバンディが結婚を理由にMEGWINTVを退職することを報告し、「ばんのけ」というYouTubeチャンネルに活動の拠点を移した。

#### ファルコン、メテオによる告発
12月12日、ファルコンとメテオが、12月10日付でMEGWINTVを退職したと報告した。2人はMEGWINからパワーハラスメントを受けた、実質上解雇されたなどと一方的な暴露を行い、今後はYouTubeチャンネル「ふぁるこんとめてお。」を活動拠点とすることを発表した。同日、MEGWINは自身のチャンネルの改変を動画で発表し、チャンネルのロゴデザインを変更した。
この騒動がきっかけとなりチャンネルは炎上。反発した視聴者たちがチャンネル登録を一斉に解除するいわゆる「解除祭り」が起こり、この炎上をきっかけに減少した登録者数は18万人に上った。

#### 毎日投稿記録がストップ
12月14日、この日投稿した動画にて、2005年から13年間続いてきた毎日投稿をストップすると報告、2019年1月10日に動画を投稿するまで活動を休止した。
復帰後も動画の低評価が高評価を大幅に上回る炎上状態が続き、登録者は減少の一途を辿る。2月2日、MEGWINTVの登録者数が100万人を下回る。
3月1日、キャンプ場にログハウスを建てるDIY企画「MCV」を開始。新メンバーダンソンが登場。チャンネルの方向性を大きく転換し、以降キャンプ動画が中心となる。この期間に1本あたり数十万回あった再生回数は数万回程度まで落ち込む。

#### 釈明会見
ファルコンとメテオによる告発から3ヶ月以上が経過した3月29日、MEGWINはようやく釈明会見を行い、MEGWIN側からのパワーハラスメントは一切存在しない、逆に2018年11月21日に2人から脅迫に等しい暴力的態度を取られていたという反論がなされた。メテオのTwitterアカウントをめぐってトラブルになり、MEGWINがメテオから「殺すぞ」などと脅迫されたというものだった。2人が発案した動画内容、企画に制限を設けることもしていないと釈明。さらに2人の動画で給与が支払われていない、若しくは極端な薄給であったと示唆した部分を強く否定した。また「人間扱いされなかった」という発言も否定し、それどころかMEGWIN側がファルコンとメテオからその日以降「ボンクラ」と呼ばれるなど人間扱いされなかったと説明した。3ヶ月に渡る沈黙を破って説明に踏み切ったきっかけはMEGWINが街で視聴者から怒号を浴びせられ、身の危険を感じたからだとした。また、退職日がボーナス支給日である12月11日であることを明かした。MEGWINの「MEGWIN TV社員はYouTuberではない」「仲間ではなく社員」発言についての真意も説明し、長期にわたる混乱はいったん鎮静化する。

#### ファルコン、メテオと和解へ
10月14日、騒動の件でファルコンとメテオが嫌がらせを受けていることを知り、改めて事態を収束させるため、MEGWINはファルコンとメテオの活動拠点であった沖縄県へ出向く。話し合いの末和解という形が取られ、一連の騒動は一応の決着をみせた。和解の際に「俺のファンなら2人に嫌がらせするのは止めろ」、「もう2人をいじめないでくれ」とファルコンとメテオの誹謗中傷や嫌がらせ行為に加担した自身のファンと視聴者に止める様に釘を刺した上で「守らないなら法で訴える」と警告を促した。

### 迷走と低迷
ファルコン、メテオとの和解で長く続いた炎上状態は鎮静化したものの、騒動をきっかけにMEGWINを注目していた視聴者層を失い再生回数は低迷。「MCV」動画やメンバーの登場もなくなり、2020年2月は料理動画、3月はバラエティ動画と次第に動画のジャンルも迷走を始める。4月からは生配信を頻繁に行うようになり、アンケートを実施したり、対面で討論したりするなどして、視聴者にもアドバイスを求めるようになる。
2020年9月1日、再び毎日動画投稿を開始。しかし、以前のような練り込まれたネタではなく、「〇〇大好き」という毎日投稿することを目的にした動画の投稿が続いた。
2021年1月10日、オンラインクレーンゲーム事業を開始。
1月18日、15周年記念ライブを行うことを発表。「リモートでいいから全員集合できたらいいよね」とかつてのMEGWINTVメンバーの招集に意欲を見せた。2月5日、約10名の元メンバーにLINEを送ったが、全員に断られたことを報告し、2月11日の15周年記念ライブはMEGWIN一人で行った。
2021年4月13日、動画の予約投稿のし忘れにより2020年9月1日から続いていた毎日投稿が再び途絶えた。
2022年2月現在、登録者数が100万人を割り、再生回数もほとんどが1万回以下にまで落ち込んでいる。また、3月25日に投稿された動画を最後に動画投稿が1ヶ月以上ストップ。以降毎日投稿も行われておらず、低頻度で動画が投稿されるか生配信が行われるのみである。

### 再起
2023年、動画日記として毎日投稿が再開。
MEGWINTVが運営する「ガチャ丸のガチャる日和」がチャンネル登録者数17万人を達成した。

## 人物
- "MEGWIN"という名前は芸人の先輩から与えられた芸名で[31]、関根がファンであったグラビアアイドルのMEGUMIと、ジーンズメーカーのエドウインを組み合わせた造語[32]。
- 身長168cm、血液型はA型[2]。
- 趣味はバイクで特技は乗馬、好きなものは寿司、馬、嫌いなものはわさび、デスソース[2]。
- 「元祖YouTuber」や[33]「レジェンド 」[34]と呼ばれる。

### 結婚歴
2014年11月、オーストラリア人のアマンダと国際結婚。結婚式の様子も動画として投稿した。アマンダは度々動画に登場したほか、動画の海外向け英語翻訳も行っていたが、2016年3月から離婚調停に入り、2017年2月に離婚。2019年9月13日、ドイツ人マリーと再婚を報告。2020年2月20日、第一子が誕生したことを報告した。

## 戦績

### エキシビション
- 2019年8月13日に炎上万博でDJふぉいと総合格闘技ルールで対戦するも1R15秒にパウンドを受け敗戦。またこの試合で鼻の骨を骨折する怪我を負った[36]。

| 総合格闘技 戦績 | 総合格闘技 戦績 | 総合格闘技 戦績 | 総合格闘技 戦績 | 総合格闘技 戦績 | 総合格闘技 戦績 | 総合格闘技 戦績 |
| --------------- | --------------- | --------------- | --------------- | --------------- | --------------- | --------------- |
| 1 試合          | (T)KO           | 一本            | 判定            | その他          | 引き分け        | 無効試合        |
| 0 勝            | 0               | 0               | 0               | 0               | 0               | 0               |
| 1 敗            | 1               | 0               | 0               | 0               | 0               | 0               |

| 勝敗 | 対戦相手 | 試合結果                | 大会名   | 開催年月日    |
| ×    | DJふぉい | 1R 0:15 TKO（パウンド） | 炎上万博 | 2019年8月13日 |

### M-1グランプリ
| 年度(回)    | 日付    | 結果      | 備考                        |
| ----------- | ------- | --------- | --------------------------- |
| 2004(第4回) | 10月2日 | 1回戦敗退 | 「MOMOWIN」とユニットで出場 |

### R-1ぐらんぷり
- 2003年　1回戦敗退[39]

## MEGWIN TV
MEGWIN TVに勤める正社員、サポート社員及び企画協力者の一覧。

### 現メンバー
- MEGWIN（2005年 - ）
- ダンソン（2018年 - ）正社員としては2019年6月30日まで契約。

### 4人グループ時代
2015年頃より、MEGWIN、バンディ、ファルコン、メテオの4人でグループYouTuberとしての活動をしていた。100万人達成時はこの構成であった。後にバンディは卒業、ファルコンとメテオは脱退し、前述の分裂に至った。
- バンディ（2009年 - 2018年）長らくMEGWIN TVを支え続けた人物。動画編集の多くは彼が担当していたとされる。卒業後は「ばんのけ」として活動。
- ファルコン（2013年 - 2018年12月11日）4人グループ時代には企画やキャラを多数立案しつつ、体を張る演者としても活躍を見せた。退社後、メテオとのコンビとしてUUUMに移籍。2019年にコンビを解散し「勇者カツオ」に改名。2020年秋から不定期更新。
- メテオ（2015年5月 - 2018年12月11日）4人グループ時代には最年少ながらも激しいツッコミを持ち味とした。2019年のコンビ解散後「超(スーパー)めてお」として活動。2021年夏にKiiiに移籍。

### サポートメンバー
MEGWIN、メテオ、ファルコン、バンディ（4人グループ時代）のサポートメンバー。
- しらす（2017年～2018年）

マッシュとローテーションでカメラマンをやっていて、基本的礼儀が正しいキャラのポジションであった。
- マッシュ（2017年～2018年）

しらすとローテーションでカメラマンをやっていて、基本的オシャレキャラのポジションであった。

### 過去のMEGWIN軍団社員
- MOMOWIN
- ほっさん
- みすの
- エースケ
- サラマンダー長谷川(構成作家として)
- 白土
- プニ
- ガクシ
- 富田（2009年6月 - 2011年3月4日）
- ソーシキ博士
- 狂四狼
- SHOWGO
- コンボイ
- テキサス
- メ・ガーネ
- ショーン
- デビル永山
- コンバット第三部隊
- GO!皆川
- いけち
- 藤岡（2007年 - 2010年）
- ぐっさん（2007年 - 2011年4月28日）
- デルベッソ俊（でべそ）（2009年12月 - 2014年1月13日）
- アトリエ半蔵（2013年 - 2014年）
- ドリル（2013年 - 2014年）
- ジャンボーグ （2013年3月 - 2017年10月）[40]
- 半ライス（2018年 2024年）2024年に新入社員として再出演
- ペコ（中藤充紀）（2018年 - 2019年）現在メジロイドペコ
- みーたん（2019年)
- MAD（2019年 - 2020年3月末）[41]
- ワタナベマホト（2017年） - 期間限定
- てりぃ（2018年 - 2021年）
- 渡辺ショーン翔（2019年- 2021年）
- もっくん（ゲスト）
- ミシュラン（2021年）
- キングダム（2021年）
- Seego君（2021年）
- 早乙女ソアラ（2021年）
- GB川田（2021年）
- BUNZIN（2021年）モンスターキャッチャーのプログラムを担当[42][要出典]

### シリーズ作品
- メグワート大佐 - MEGWINが全裸で登場するが、様々な遮蔽物によって局部は（ギリギリではあるが）見えないようにしているという作品群。
- アニメグ
- ぶさかわアイドル猫育成部
- レトルトカレー王への道（RRCK）
- ギネス世界記録ににチャレンジ!
- 男の出刃包丁シリーズ-買ってきた魚をMEGWINが捌いて料理を作る作品群。シリーズ初期では三枚おろしの練習をしていた。鎧武者の姿で調理することもある。
- 孫正義さんに会うために体を鍛える
- 旅企画-全国各地をMEGWIN（他スタッフ）が旅をする作品群である。主な企画として、『最北端（宗谷岬）で初日の出を拝む旅』、『MEGWINTV スポ根CLUB』、『本土最南端にフラグを立てろ』など。2008年には初の海外ロケ『夏休み直前ＳＰ　ケバブを追え！』を敢行した。登山をすることも多い。
- Fighting MEMO-『ファインディング・ニモ』のパロディ。

カクレクマノミ風衣装に扮したMEGWINが、様々な着ぐるみや怪人と対決する。専用のテーマソングも作られた。
- 死ぬウマシリーズ- MEGWINが『死ぬウマさん』というキャラクターに扮し、「体に悪いけどうまい」をテーマとした超高カロリーの肉料理などを作るシリーズ。冒頭で必ずテーマを口ずさむ、『オレニ触ると、死ぬぜ！』『全部食ったら、死ぬぜ！』などという決め台詞や爆発のエフェクトなど、様々なお約束がある。
- ターキー廉太郎
- YouTubeタイアップ - ここでは当チャンネルで上がっているYouTubeの企画のタイアップの動画の出演者を紹介する。
- こんな〇〇は嫌だ！シリーズ
- ダイイージーシリーズ
- 1万円食べるまで帰れま10シリーズ

| 日付       | 題名                                                                          | 参加者 |  |
| ---------- | ----------------------------------------------------------------------------- | --- |  |
| 2013/09/04 | できないのに堂々と観光地でハレルヤコーラスやってみた｜YouTubeエンタメウィーク | 熊 とブルー ジュ エリー志織 クランキーコンドル ダブルウィッシュ ありがとう ぁみ スキヤキボーイズ オバアチャン メイデン玉砕 らんまるぽむぽむ 大城力 エッグ矢沢 エレファンツ タマミカワシロ エレファンツ 恥マシーン 九州地区全寮制男子高校ズ |  |
| 2015/08/27 | こんな戦隊ヒーローは嫌だ！                                                    | 財部亮治 コバソロ HRT 弘武(ひろむ) ダルマンダー公式チャンネル CLOVERFILMS Fio エッグ矢沢の無敵TV リベンジチャンネル ヘタレビーボーイ 国家機密特務機関CERURN サムライチャンネル 多雨去リ-tausari- SekiguchiAimiCHANNEL たいぼーねるちゃん   |  |
|            |                                                                               | |  |

#### コンビニゲーム

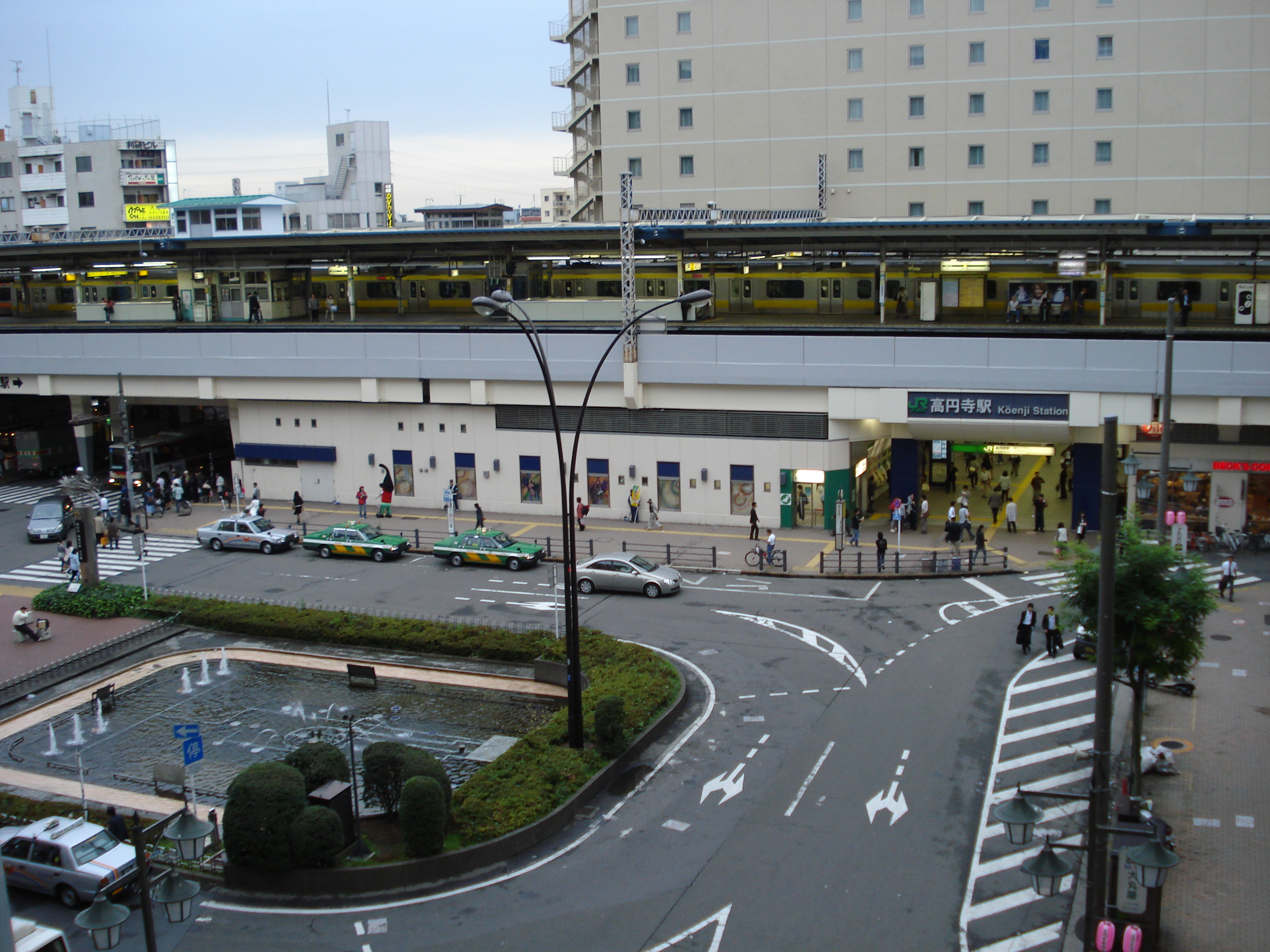
出発地点のJR高円寺駅北口広場

- 2013年8月6日 - 8月19日配信。全4話。
- プレイヤー - MEGWIN、BANDY
- ゲームマスター - ファルコン

ルール
高円寺駅から自宅まで帰宅するのが目的。ただし道中コンビニを見つけたらサイコロを振らなければならない。ボードには6つの食品が書かれており、出た目の食品を完食するまで、次のサイコロは振れない。ボードを書くのはゲームマスターのファルコン。
行程
JR高円寺駅北口広場出発（19時30分）→ローソン高円寺駅前店→セブンイレブン高円寺純情商店街店→サンクス高円寺純情商店街店→サンクス杉並高円寺北店→セブンイレブン中野大和町1丁目店→ファミリーマート野方1丁目店→セブンイレブン中野野方1丁目店→ローソンスリーエフ中野五丁目店→サークルK中野中央5丁目店→ローソンストア100中野5丁目店→セブンイレブン中野上高田2丁目東店→JR高円寺駅（チャレンジ失敗）
|                                   | 1            | 2                      | 3                      | 4                    | 5                    | 6                  |
| --------------------------------- | ------------ | ---------------------- | ---------------------- | -------------------- | -------------------- | ------------------ |
| ローソン高円寺駅前店              | ビール350ml  | 日本酒1カップ          | ZIMA                   | ビール500ml          | ウィスキー50ml       | ワイン750ml        |
| セブンイレブン高円寺純情商店街店  | 枝豆         | 6Pチーズ               | じゃがりこ             | 生ハム               | バナナ               | フリスク           |
| サンクス高円寺純情商店街店        | ウコンの力   | 水350ml                | ごはんLサイズ          | おにぎり             | 水2L                 | 発泡酒500ml        |
| サンクス杉並高円寺北店            | ウコンの力   | MEGAフランク           | チロルチョコ           | アイスの実           | ゆで小豆             | 天然水2L           |
| セブンイレブン中野大和町1丁目店   | 揚げ鶏       | ウコンの力             | チロルチョコ           | ビール350ml×6缶      | フランクフルト       | ウコンの力         |
| ファミリーマート野方1丁目店       | ウコンの力   | 砂肝                   | ポテトチップス         | たこ焼き             | ファミチキ           | ウコンの力         |
| セブンイレブン中野野方1丁目店     | ウコンの力   | こだわり卵4P           | アメリカンドッグ       | BIGフランク          | 卵トロトロ特製親子丼 | 唐揚げ棒           |
| ローソンスリーエフ中野五丁目店    | 豆乳         | ごろごろ野菜のお味噌汁 | からあげクン醬油味     | からあげクンかぼす味 | フローズンスイーツ   | キャベツ1/2        |
| サークルケー中野中央5丁目店       | MEGAコロッケ | 味噌カツ豚串           | のりのりチキン         | なめたけ             | 缶ビール500ml        | タクシーで家へGO!  |
| ローソンストア100中野5丁目店      | レモン       | メロン                 | キャベツ1/2            | タコマリネ           | ピスタチオ           | 鬼殺し500ml        |
| セブンイレブン中野上高田2丁目東店 | ウコンの力   | 揚げ鶏                 | あらびきポークフランク | キャベツ用調味料     | 冷凍ナポリタン       | 旅よ再び高円寺駅へ |

### 他チャンネル
- MEGWIN TV LAB
- MEGWINTV MINIM
- RRCKRRCKRRCK

## BEGIRAGONS
ゲーム性を持たせた旅企画やチャレンジ企画を行うMEGWIN TVの派生チャンネルの一つ。BANDYが担当していた。チャンネル概要欄では「新感覚ゲームチャンネル」、「足で手で目で耳で進んで触って見て聞いて、体を使ったゲーム動画を配信する」と説明されている。チャンネル名は英語の「Begin」と「Dragons」の合成語。
海外の視聴者を獲得するため、全編英語の字幕が付いているほか、終末期にはメンバーを外国人に総入れ替えし、全編英語、日本語字幕の動画が制作された（後述）。また、メインチャンネルの企画「コンビニゲーム」が英語字幕付きで再編集され、このチャンネルにも投稿された。
休止
「十分な視聴を得ることができていなかった」ため、2016年5月 - 6月配信の「竹家チャレンジ」を以てBEGIRAGONSは休止に向けて動いていた。しかし、「救世主が現れた」として、BANDYはチャンネルの運営をJUSTICEに任せることにする。JUSTICEは「ガチャバイクの旅」の口上を担当したり、「竹家チャレンジ」にゲストとして登場した人物。「海外の視聴者を獲得する」というBEGIRAGONS当初の目的を達成するため、外国人グループが編成され、全編英語の企画「なんじゃらゲームショー」が配信される。
ところが、この突然の出来事に視聴者は「元々のメンバーはどこへ行ったのか」と混乱。「I HATE THIS 〇〇（こんな〇〇は嫌だ！）」シリーズのコメント欄では、「I HATE THIS BEGIRAGONS（こんなBEGIRAGONSは嫌だ）」と揶揄される事態となる。事態を収拾するため「ベギラゴンズのこれから」という動画が投稿され、JUSTICEは「我々新しいチームはとにかく頑張ります」「前のチームに追いついて、さらに超えられるように頑張ります」、BANDYも「チャンネル登録解除しようかという人もいると思いますが、もうちょっとだけBEGIRAGONSチャンネルを暖かい目で見守ってくれたらなと思います」と説明した。
その後、MEGWINTVのオリジナル企画「コンビニゲーム」を外国人チームでリメイクするなど起死回生を図ったが、2016年10月配信の「ホラーホテル」シリーズの配信を以て、BEGIRAGONSの更新は止まっている。その後、2018年に当初のレギュラーメンバーだったBANDY、FALCON、METEORがMEGWIN TVを退社したため、事実上このチャンネルも終了したものと考えられる。
|  | チャレンジに成功した企画 |

|  | チャレンジに失敗した企画 |

| 企画                           | プレイヤー/カメオ出演 | 舞台              | テーマソングの曲名と歌手      | 配信期間                  |
| ------------------------------ | --- | ----------------- | ----------------------------- | ------------------------- |
| 全裸オープンカーゲーム         | MEGWIN、BANDY、ファルコン | 山下公園→富士山   | The Poikilotherms／御伽噺     | 2014年02月07日 - 02月28日 |
| 自動販売機ゲーム               | MEGWIN、おまめサンシロー | 西新宿→代々木公園 | The Poikilotherms／御伽噺     | 2014年03月14日 - 04月18日 |
| 寝ないチャレンジ               | MEGWIN |                   | ヤマモトトモ／旅路            | 2014年05月05日 - 06月28日 |
| トーキョートレインゲーム       | MEGWIN/おまめサンシロー、世界の指圧師KEN、DAHARAgaiku、R&W学園、シャーラ、ジョッシュ、サンドラ、アレックス、アマンダ、シヴァーズ、マックス、ジェームス | 京王井の頭線      | The Poikilotherms／御伽噺     | 2014年08月01日 - 09月16日 |
| 寿司ゲーム                     | MEGWIN、BANDY、ファルコン |                   | The Poikilotherms／御伽噺     | 2014年10月03日 - 11月07日 |
| 浸水チャレンジ                 | MEGWIN、おまめサンシロー、へきほー |                   | The Poikilotherms／御伽噺     | 2014年11月25日 - 12月27日 |
| BBQゲーム                      | MEGWIN、BANDY、ファルコン | オーストラリア    | The Poikilotherms／御伽噺     | 2015年01月16日 - 02月20日 |
| 馬で江戸横断ゲーム             | ワタナベマホト、おまめサンシロー |                   | The Poikilotherms／御伽噺     | 2015年03月06日 - 04月17日 |
| 寝ないチャレンジ美女編         | 関口愛美/おまめサンシロー、大塚竜也(劇団スカッシュ)、白幡いちほ(最終未来兵器mofu)                                                                      |                   | ヤマモトトモ／旅路            | 2015年05月25日 - 07月16日 |
| ガチャバイクの旅               | MEGWIN | 東京→天下茶屋     | The Poikilotherms／Turinobuse | 2015年08月03日 - 09月19日 |
| 餃子ゲーム                     | おまめサンシロー、デカキン、はいじぃ |                   | The Poikilotherms／御伽噺     | 2015年11月20日 - 12月29日 |
| 全裸オープンカーゲームwith美女 | 関口愛美 |                   | The Poikilotherms／御伽噺     | 2016年01月15日 - 02月19日 |
| ガチャバイクの旅2              | MEGWIN | 天下茶屋→長門峡   | The Poikilotherms／Turinobuse | 2016年03月14日 - 04月27日 |
| 竹家チャレンジ                 | MEGWIN、ファルコン、メテオ |                   |                               | 2016年05月23日 - 06月24日 |

### 全裸オープンカーゲーム
- 2014年2月7日 - 4月18日配信。全4話。
- プレイヤー - MEGWIN、BANDY、FALCON、大塚竜也（劇団スカッシュ）

ルール
オープンカーに乗って横浜市から富士山を目指す。高速道路を走行し、道中すべてのサービスエリア、パーキングエリアに寄る。停車した時点でのオドメーターの下一桁の数字を読み取り、ボードに書いてある数字と照合しその指示に従う。数字と指示は以下の通り。①一枚脱ぐ②二枚脱ぐ③200円分好きなものを買える④2000円分好きなものを買える⑤フル装備⑥アイスクリームを食べれる⑦スペシャルHOTアイテム⑧全裸⑨全裸⓪？？？
各区間の走行中、4人の名前が書かれたCDをプレーヤーに入れ、停車時に取り出した際に針が止まっていた人が指示に従う。
海老名SA降車時に、後部座席より助手席の方が暖かいことに気づき、以降は助手席に誰が座るかを「助手席じゃんけん」で決めることになった。
足柄SAに立ち寄ったあと、富士山までサービスエリア、パーキングエリアともに1軒もなくなってしまったため、大塚の思い付きで、以後は見かけたコンビニで停車することになった。
行程
横浜市山下公園出発→（首都高速神奈川1号横羽線、保土ヶ谷インターチェンジ、横浜新道、横浜新道横浜横須賀分岐、保土ヶ谷バイパス、横浜町田インターチェンジ）→海老名サービスエリア→（中井パーキングエリア、東名高速道路）→鮎沢パーキングエリア→足柄サービスエリア→（御殿場インターチェンジ）→イエローハット御殿場店→ローソン→ローソン→セブンイレブン→セブンイレブン→（須走インターチェンジ→東富士五湖道路）→セブンイレブン→（富士吉田インターチェンジ→富士スバルライン）→富士山
|  | 全裸で過ごした期間 |

|                | ① | ②       | ③      | ④        | ⑤ | ⑥      | ⑦     | ⑧       | ⑨ | ⓪ |
| -------------- | - | ------- | ------ | -------- | - | ------ | ----- | ------- | - | - |
| 海老名SA       |   |         | MEGWIN |          |   |        |       |         |   |   |
| 中井PA         |   | MEG/FAL |        |          |   |        |       |         |   |   |
| 鮎沢PA         |   |         |        |          |   | BANDY  |       |         |   |   |
| 足柄SA         |   |         |        |          |   |        |       | BAN/FAL |   |   |
| イエローハット |   | BAN/FAL |        |          |   |        |       |         |   |   |
| ローソン       |   |         |        | MEG/BAN  |   |        |       |         |   |   |
| ローソン       |   |         |        |          |   |        |       | MEGWIN  |   |   |
| セブンイレブン |   |         |        |          |   | FALCON |       | -       |   |   |
| セブンイレブン |   |         |        |          |   |        | BANDY | -       |   |   |
| セブンイレブン |   |         |        | ME/BA/FA |   |        |       | -       |   |   |

配信リスト
| 話数 | 配信日         |
| ---- | -------------- |
| 1    | 2014年02月07日 |
| 2    | 02月14日       |
| 3    | 02月21日       |
| 4    | 02月28日       |

### 自動販売機ゲーム
- 2014年3月14日 - 4月18日配信。全6話。
- プレイヤー - MEGWIN、おまめサンシロー
- ゲームマスター - BANDY

ルール
自動販売機をマス、万歩計をサイコロに見立てた双六ゲーム。西新宿から代々木公園を徒歩で移動する道中、自動販売機を見つけたら、「万歩計ルーレット」を確認。万歩計の下一桁と照合した指示に従わなければならない。数字と指示は以下の通り。①1本買う（500ml）②2本買う（ホット）③チャレンジゲーム④4本買う（500ml）⑤5本買う（ホット）⑥チャレンジゲーム⑦7本買う（500ml）⑧8本買う（ホット）⑨チャレンジゲーム⑩15本買う（500ml）買った商品は完飲しない限り、持って歩き続けなければならない。
「チャレンジゲーム」に失敗すると、次にチャレンジゲームで成功するまで、ルーレットの出目の2倍飲料を買わなければならなくなる。なお、連続で失敗した場合、この負債はべき乗で累進される。
追加ルール
出目が偏っているとしてMEGWINが①④⑦と③⑥⑨の入れ替えを要求。19台目、20台目のみ入れ替えが適用された。
31台目でチャレンジゲームに失敗した状態（出目×2）で⓪が出たため、500mlペットボトルを15×2=30本購入しなければならなくなったが、流石にこれ以上持てないと2人が土下座で懇願したため、この台では「同一飲料が売り切れるまで」という緩和策が取られた。結果、2人が選んだコカ・コーラ ゼロが9本で売り切れたため、21本分得をした。また、36台目でもチャレンジゲームに2度失敗した状態（出目×4）で⑧（ホット×32本）が出たため、再び2人が懇願。4倍解除の条件として、2人は鼻フックで次の台まで飲料を運んだ。なお、この道中は竹下通りだったため、2人の醜態は多くの衆目に晒された。
行程
|  | チャレンジゲーム失敗及び、失敗期間 |

|  | チャレンジゲーム連続失敗及び、連続失敗期間 |

|    | ① | ②  | ③  | ④  | ⑤  | ⑥ | ⑦  | ⑧ | ⑨  | ⓪  |
| -- | - | -- | -- | -- | -- | - | -- | - | -- | -- |
| 1  |   |    |    |    |    |   |    |   |    | 〇 |
| 2  |   |    |    |    |    |   |    |   | 〇 |    |
| 3  |   | 〇 |    |    |    |   |    |   |    |    |
| 4  |   |    |    |    | 〇 |   |    |   |    |    |
| 5  |   |    | 〇 |    |    |   |    |   |    |    |
| 6  |   |    |    |    |    |   |    |   |    | 〇 |
| 7  |   |    |    | 〇 |    |   |    |   |    |    |
| 8  |   |    |    |    |    |   |    |   |    | 〇 |
| 9  |   |    |    |    |    |   | 〇 |   |    |    |
| 10 |   | 〇 |    |    |    |   |    |   |    |    |
| 11 |   |    |    | 〇 |    |   |    |   |    |    |
| 12 |   |    |    |    |    |   | 〇 |   |    |    |
| 13 |   |    |    |    |    |   | 〇 |   |    |    |

|    | ① | ②  | ③  | ④  | ⑤ | ⑥  | ⑦ | ⑧  | ⑨ | ⓪  |
| -- | - | -- | -- | -- | - | -- | - | -- | - | -- |
| 14 |   | 〇 |    |    |   |    |   |    |   |    |
| 15 |   |    |    |    |   | 〇 |   |    |   |    |
| 16 |   |    |    |    |   |    |   | 〇 |   |    |
| 17 |   |    |    |    |   |    |   |    |   | 〇 |
| 18 |   |    |    |    |   |    |   | 〇 |   |    |
| 19 |   |    |    | 〇 |   |    |   |    |   |    |
| 20 |   |    |    | 〇 |   |    |   |    |   |    |
| 21 |   | 〇 |    |    |   |    |   |    |   |    |
| 22 |   |    |    |    |   | 〇 |   |    |   |    |
| 23 |   |    |    |    |   |    |   |    |   | 〇 |
| 24 |   |    | 〇 |    |   |    |   |    |   |    |
| 25 |   | 〇 |    |    |   |    |   |    |   |    |
| 26 |   |    |    | 〇 |   |    |   |    |   |    |

|    | ①  | ②  | ③ | ④  | ⑤ | ⑥  | ⑦  | ⑧  | ⑨  | ⓪  |
| -- | -- | -- | - | -- | - | -- | -- | -- | -- | -- |
| 27 |    |    |   |    |   |    |    |    | 〇 |    |
| 28 |    |    |   |    |   |    |    |    |    | 〇 |
| 29 |    |    |   |    |   |    | 〇 |    |    |    |
| 30 |    |    |   |    |   | 〇 |    |    |    |    |
| 31 |    |    |   |    |   |    |    |    |    | 〇 |
| 32 |    |    |   |    |   |    |    | 〇 |    |    |
| 33 |    |    |   | 〇 |   |    |    |    |    |    |
| 34 |    |    |   | 〇 |   |    |    |    |    |    |
| 35 |    | 〇 |   |    |   |    |    |    |    |    |
| 36 |    |    |   |    |   |    |    | 〇 |    |    |
| 37 |    |    |   |    |   |    |    | 〇 |    |    |
| 38 |    | 〇 |   |    |   |    |    |    |    |    |
| 39 | 〇 |    |   |    |   |    |    |    |    |    |

チャレンジゲーム
- ストロー口移し（1分で2本）
- 2本飲み切れ（500ml／1分）
- HOT飲料に顔を埋めろ（30秒）
- 街行く人に差し上げろ
- 鼻で飲め（500ml／1分）
- 缶を50cm積み上げろ（1分）
- ファルコンが飲めるだけ飲む
- 手を使わずにHOT飲料を飲み切れ（2分）
- 超長いストローで飲み切れ（500ml×2本／1分）
- 洗濯バサミで運べ
- ラブストローで4本飲み切れ（1分）

配信リスト
| 話数 | サブタイトル             | 配信日         |
| ---- | ------------------------ | -------------- |
| 1    | はじめての〇〇           | 2014年03月14日 |
| 2    | 飲み物って重い！         | 03月21日       |
| 3    | 袋が欲しい               | 03月28日       |
| 4    | ツラいチャレンジ         | 04月04日       |
| 5    | 日本一のお洒落ストリート | 04月11日       |
| 6    | ゴールできたの？         | 04月18日       |

### 寿司ゲーム
- 2014年10月3日 - 11月7日配信。全6話。
- プレイヤー - MEGWIN、BANDY、FALCON

ルール
東京にある10の寿司チェーン店を制覇する。車のトランクにサイコロを入れ、移動中の揺れを利用してこれを振る「トランクルーレット」で食べる人を決める。「フレキシブルスペース」でサイコロが止まっていた場合、食べる人はその時に応じて柔軟に決める。次の店に着くまでに寿司を食べきれていない場合、罰ゲームとして「アガリ精製キッド」の中の熱湯をかけられる。寿司については、各店で一番人気のお持ち帰りメニューを店員に聞き、勧められたセットを購入しなければならない。
フレキシブルスペースが小さすぎるということで、平禄寿司ではフレキシブルスペースの拡張が行われたが、結局この時もサイコロはスペースに触れず、以降のダイスロールでもサイコロがフレキシブルスペースで止まることは1度もなかった。
行程
出発（0時6分）→くら寿司→がってん寿司→はま寿司→すし銚子丸→しーじゃっく→すしざんまい→元気寿司→平禄寿司→スシロー→かっぱ寿司→帰宅（20時43分）
|  | チャレンジ失敗 |

|              | MEGWIN                      | BANDY                        | FALCON              |
| ------------ | --------------------------- | ---------------------------- | ------------------- |
| くら寿司     |                             | 極旨セット1人前（10貫）      |                     |
| がってん寿司 | 彩1人前（10貫）             |                              |                     |
| はま寿司     |                             |                              | ぎおん5人前（49貫） |
| すし銚子丸   |                             |                              | いこい1人前（14貫） |
| しーじゃっく |                             | 人気ランキングセット（42貫） |                     |
| すしざんまい |                             | 楓1人前（13貫）              |                     |
| 元気寿司     | 定番9種1人前（9貫）         |                              |                     |
| 平禄寿司     | 鈴蘭1人前（15貫）           |                              |                     |
| スシロー     |                             | 満載12種3人前（36貫）        |                     |
| かっぱ寿司   | 人気ネタセット4人前（48貫） |                              |                     |

配信リスト
| 話数 | サブタイトル   | 寿司チェーン             | 配信日         |
| ---- | -------------- | ------------------------ | -------------- |
| 1    | 地獄の始まり   | くら寿司                 | 2014年10月03日 |
| 2    | インフレ       | がってん寿司、はま寿司   | 10月10日       |
| 3    | 大食いバトル!? | すし銚子丸、しーじゃっく | 10月17日       |
| 4    | ヘタレ         | すしざんまい、元気寿司   | 10月24日       |
| 5    | 濁り           | 平禄寿司、スシロー       | 10月31日       |
| 6    | 最終話         | かっぱ寿司               | 11月07日       |

## コンテスト
| イベント名 | ファイナリスト | 審査員                                                                           |
| ---------- | --- | -------------------------------------------------------------------------------- |
| Vancholive | ・福AsianGoodFortuneCoffee・Pookies・アバンティーズ ・ShigemaTube・Saggy・財部亮治・MARUTAKE7・シバター ・腹切万歳 | ・Megwin・佐々木あさひ・ジェットダイスケ・瀬戸弘司 ・ABTVnetwork・PDRさん・Mimei |

## 出演

### テレビ番組
- 好きか嫌いか言う時間（TBS、2017年5月15日）[2]
- 水曜夜のエンターテイメントバトル エンタX（テレビ東京、2017年10月5日 - 2018年3月29日）[45]

## 著書
- MEGWIN『YouTubeで小さく稼ぐ 再生回数2億回の達人が教える、撮った動画をお金に変える方法』大和書房、2013年6月1日。ISBN 978-4-479-79379-3。